# 338 a. C.
El año 338 a. C. fue un año del calendario romano prejuliano. En el Imperio romano se conocía como el Año del Consulado de Camilo y Menio (o menos frecuentemente, año 416 Ab urbe condita). 

## Acontecimientos
- Atenienses y tebanos se unen en contra de Filipo II, pero este los derrota en la batalla de Queronea, en la que su hijo Alejandro participa al mando de la caballería.[1]
- Concluye la segunda guerra latina. Los romanos, con la ayuda de los samnitas, someten a los volscos.
- Filipo II de Macedonia vence en Queronea (Beocia) a los ejércitos aliados de Tebas y Atenas y a los 300 integrantes del Batallón Sagrado de Tebas, que perecieron en número superior a 250.

## Fallecimientos
- Arquidamo III, rey espartano (n. 360 a. C.).
- Artajerjes III Oco, rey aqueménida (n. 425 a. C.).
- Isócrates, orador griego (n. 436 a. C.).
- Hicetas de Leontinos, filósofo griego (n. 400 a. C.).
- Shang Yang, estadista chino del reino de Qin.